# San Juan Monte Flor
San Juan Monte Flor är en ort i Mexiko.   Den ligger i kommunen San Juan Tamazola och delstaten Oaxaca, i den sydöstra delen av landet, 300 km sydost om huvudstaden Mexico City. San Juan Monte Flor ligger 2 311 meter över havet och antalet invånare är 277.
Terrängen runt San Juan Monte Flor är kuperad. Runt San Juan Monte Flor är det ganska glesbefolkat, med 25 invånare per kvadratkilometer. Närmaste större samhälle är El Manzanito Tepantepec, 17,8 km söder om San Juan Monte Flor. Trakten runt San Juan Monte Flor består i huvudsak av gräsmarker.